# 3946 Shor
3946 Shor (1983 EL2) là một tiểu hành tinh vành đai chính được phát hiện ngày 5 tháng 3 năm 1983 bởi L. G. Karachkina ở Nauchnyj.